# Sort krontrane
Sort krontrane (Balearica pavonina), er en tranefugl der lever i Afrika (især sydlige Sahel, Sudan, Sydsudan og Etiopien).